# Dušan Bajević
Dušan Bajević (Mostar, RFS de Yugoslavia, 10 de diciembre de 1948) es un exfutbolista bosnio que se desempeñaba como delantero. Actualmente ejerce de entrenador.

## Selección nacional
Fue internacional en 37 ocasiones y anotó 29 goles, siendo uno de los 5 máximos anotadores de la historia de Yugoslavia. Participó en la copa del mundo de Alemania 1974 donde anotó un triplete a Zaire en la victoria por 9-0 en fase de grupos.

## Participaciones en Copas del Mundo
| Mundial                        | Sede     | Partidos | Goles | Resultado    |
| ------------------------------ | -------- | -------- | ----- | ------------ |
| Copa Mundial de Fútbol de 1974 | Alemania | 3        | 3     | Segunda fase |

## Clubes

### Jugador
| Club            | País       | Año         | Partidos | Goles |
| FK Velež Mostar | Yugoslavia | 1966 - 1977 | 277      | 144   |
| AEK Atenas FC   | Grecia     | 1977 - 1981 | 106      | 65    |
| FK Velež Mostar | Yugoslavia | 1981 - 1983 | 45       | 22    |

### Entrenador
| Club                              | País                 | Año         |
| --------------------------------- | -------------------- | ----------- |
| FK Velež Mostar                   | Yugoslavia           | 1983 - 1987 |
| AEK Atenas FC                     | Grecia               | 1988 - 1996 |
| Olympiacos FC                     | Grecia               | 1996 - 1999 |
| PAOK Salónica FC                  | Grecia               | 2000 - 2002 |
| AEK Atenas FC                     | Grecia               | 2002 - 2004 |
| Olympiacos FC                     | Grecia               | 2004 - 2005 |
| Estrella Roja de Belgrado         | Serbia               | 2006 - 2007 |
| Aris Salónica FC                  | Grecia               | 2007 - 2008 |
| AEK Atenas FC                     | Grecia               | 2008 - 2010 |
| AC Omonia                         | Chipre               | 2010 - 2011 |
| Atromitos FC                      | Grecia               | 2012        |
| Selección de Bosnia y Herzegovina | Bosnia y Herzegovina | 2019-       |

- Datos: Q350447
- Multimedia: Dušan Bajević / Q350447